# うお座オメガ星
うお座ω星(Omega Piscium, Omega Psc, ω Piscium, ω Psc)は、うお座の恒星で、F型主系列星。近接した連星である可能性があり、スペクトルの変化はかつて軌道周期2.16日と解釈されたが、この説は後に誤りであることが分かった。単一の恒星である場合、太陽よりも20倍明るく、質量は1.8倍大きい。
うお座ω星は、フラムスティード番号、ギリシャ文字のバイエル符号、固有名を持つ恒星の中では、最も大きい赤経であったが、26000年周期の歳差により、2013年に赤経は0度に戻った。
この星は、うお座の西側の魚の頭部を構成するアステリズムCircletの東に位置する最初の星である。

## 名称
- エジプトの天文学者（Al Achsasi al Mouakket）が記載した星表では、この星はDzaneb al Samkatと命名され、ラテン語で魚の尾を意味するCauda Piscisとして翻訳された[9]。
- 中国では、うお座ω星、うお座β星、うお座γ星、うお座θ星及びうお座ι星の5つで、雷神を意味する霹靂という星官を構成する。うお座ω星は、霹靂五とされる[10]。